# Georg Davidsson
För den amerikanske gedeoten och astronomen, se George Davidson (1825–1911)
Georg Gunnar Elias Davidsson, född 6 februari 1927 i Gullskog i Gustaf Adolfs församling utanför Habo i dåvarande Skaraborgs län, död 13 april 2018 i Habo distrikt, Västra Götalands län, var en svensk väckelsepredikant och reseledare.

## Bakgrund
Georg Davidsson tillhörde en familj med flera inom Helgelseförbundet kända profiler. Brodern Birger Davidson (1920–2015) var ekonomichef vid förbundets kansli i Linköping och brodern Bertil Davidsson (1924–2002) var under ett tjugotal år rektor för Götabro Missionsskola efter att han slutat turnera med brodern. Dessutom var systern Elisabet Davidsson (1911–1973) i unga år evangelist. För övrigt hade såväl fadern som morfadern varit med och startat församlingar i bygderna kring Habo och Bankeryd.

## Lång evangelistgärning
Georg Davidsson blev evangelist redan vid 17 års ålder; de gästande evangelisterna i barndomshemmet hade gjort starkt intryck på honom. Han reste först tillsammans med brodern Bertil Davidsson men snart slog han sig samman med Stig Svensson (född 1933) och de kom att bli ett radarpar under mer än fyra decennier. De höll väckelsekampanjer inte bara inom Helgelseförbundet (senare EFK), där Georg Davidsson var anställd som riksevangelist, utan också i Missionsförbundet, Pingströrelsen och Svenska kyrkan. Från hela Sveriges kristenhet var de efterfrågade.
Ofta fick kampanjerna förlängas. Ett sådant exempel var i Mariestad 1954 där de predikade i fullsatta hus under tretton veckor i rad. "På den tiden var väckelsen samtalsämnet i hela bygden. Brandkåren i Mariestad sa i tidningen att Viktoriakyrkan, där vi höll till, var stadens nya badhus. Och det stämde ju bra. Vi döpte folk hela tiden", berättade Georg Davidsson i en intervju inför sin 85-årsdag.
Väckelsemöten hölls tillsammans med stora frikyrkoprofiler som Lewi Pethrus och den humoristiske C.G. Hjelm och till Japan reste han 1967 med världsevangelisten Billy Graham där de höll kampanjer. Världsturnén gick även Amerika, Indien, Japan och Taiwan. På shahens tid i Iran besöktes Teheran.
Tillsammans med evangelistkollegan, musikern Stig Svensson i Jönköping höll han kampanjer från 1954 till 1997. År 2006 var Georg Davidsson fortfarande aktiv som evangelist då han tillsammans med hustrun arrangerade äldreträffar med predikningar av honom själv och sång och musik av Smyrnasträngen, som hustrun var ledare för. Davidsson var också Israelkunnig och hade, liksom brodern Bertil, varit engagerad som reseledare för ett antal Israel-resor under årens lopp; 40 gånger besökte han landet.

## Familj
Georg Davidsson gifte sig sent, inte förrän 1975 med barnevangelisten och rektorn Rose-Marie Davidsson, ogift Adler (född 1936) och blev far till sonen Simeon Adler 1979. Efter många år i Bankeryd flyttade han i 90-årsåldern till Habo.